# Yannick Lamour
Pour les articles homonymes, voir Lamour.
Pas d'image ? Cliquez ici

a Compétitions nationales et continentales officielles uniquement.

Dernière mise à jour le 22 novembre 2019.
Yannick Lamour, né le 22 juillet 1973, est un joueur français de rugby à XV évoluant au poste de troisième ligne, ensuite reconverti en tant qu'entraîneur de rugby à XV.

## Biographie
Formé à Peyrehorade, Yannick Lamour rejoint le Biarritz olympique, promu en première division, en 1996. Il y remporte le Challenge Yves-du-Manoir en 2000. Il signe à l'Aviron bayonnais en 2000, où il participe à la montée du club en Top 16 en 2004.
En 2006, il rejoint le Stade hendayais. En 2007, il est sélectionné dans l’équipe du Comité Côte Basque-Landes. Il termine sa carrière de joueur et devient entraîneur des Xuriak en 2008 en Fédérale 3 en compagnie de son ex-coéquipier au Biarritz olympique Eric Darritchon. En 2011, il devient entraîneur de l'US Tyrosse en Fédérale 1 aux côtés de Stéphane Cambos puis retourne au Stade hendayais, promu en Fédérale 1, deux saisons plus tard avec Daniel Larrechea. En mars 2016, le duo d'entraîneurs annonce son départ du club et Yannick Lamour rejoint les Espoirs du Biarritz olympique. Il remporte le championnat de France Espoirs de deuxième division en 2018 aux côtés de Philippe Bidabé mais est écarté en fin de saison. Il signe à l'Anglet olympique où il retrouve son ancien partenaire Daniel Larrechea mais est remplacé après une saison par Christophe Milhères.